# Morgans Vale and Woodfalls

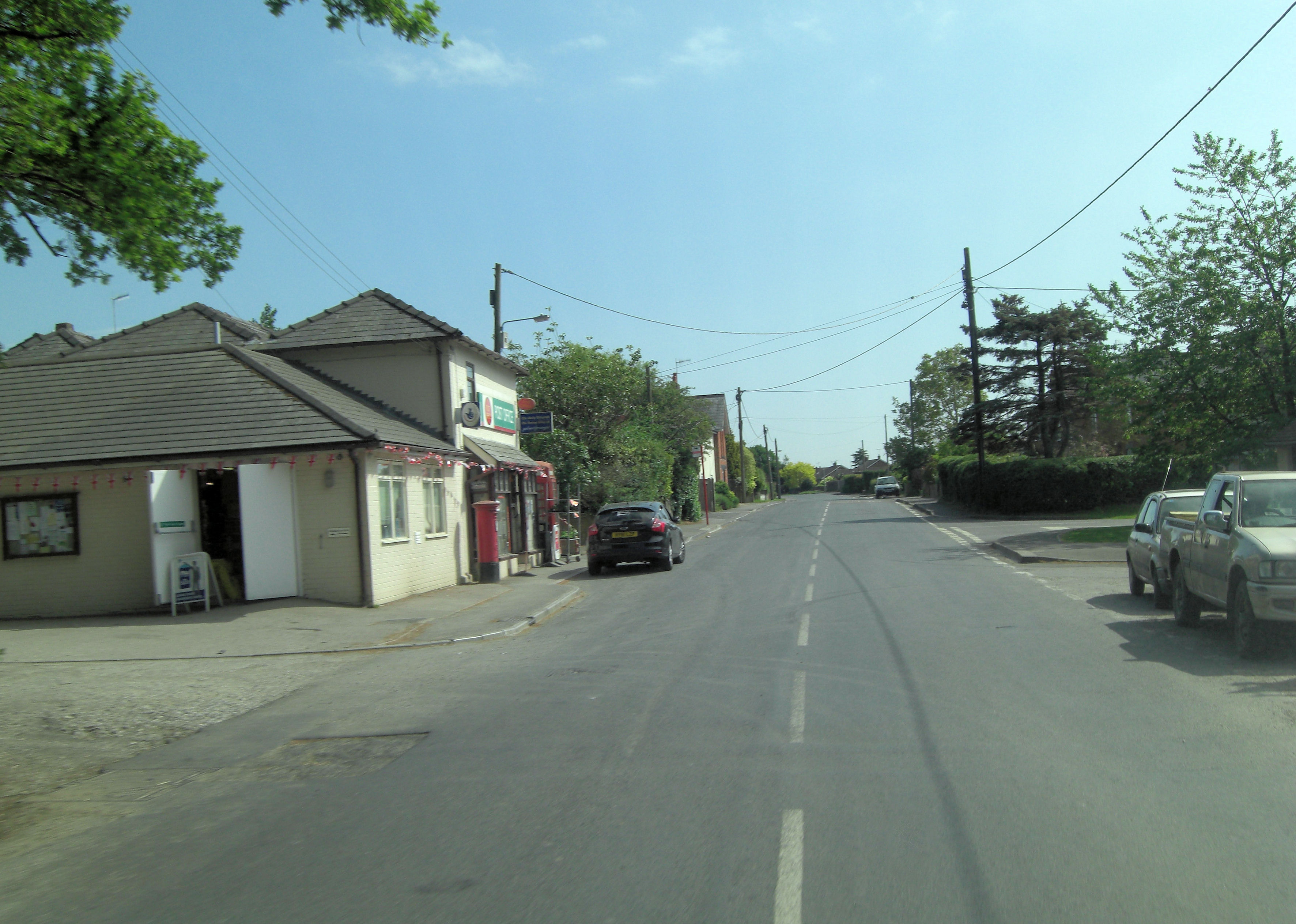
Woodfalls

Morgans Vale and Woodfalls var en civil parish från 1923 till 1934 då den blev en del av Redlynch, i grevskapet Wiltshire, i England. Civil parish var belägen 10 km från Salisbury och hade 630 invånare år 1931.